# Ioan Turc
Ioan Turc (n. 28 iunie 1969, Bistrița, România) este un politician român, membru al Parlamentului României în perioada 2007-2008 ca deputat PNL. Ioan Turc a fost validat ca deputat pe data de 19 decembrie 2007 și l-a înlocuit pe deputatul Augustin Zegrean, care a fost ales judecător la Curtea Constituțională. Ioan Turc a fost membru în grupul parlamentar de prietenie cu Republica Lituania.  În perioada 2004-2007, Ioan Turc a fost viceprimar al municipiului Bistrița. Timp de 10 ani a fost director al Oficiului Registrului Comerțului de pe lângă Tribunalul Bistrița Năsăud. În urma alegerilor din 27 septembrie 2020, a devenit primarul municipiului Bistrița pentru mandatul 2020-2024.